# Маседонија (Алабама)
Маседонија (енгл. Macedonia) насељено је место без административног статуса у америчкој савезној држави Алабама.

## Демографија
По попису из 2010. године број становника је 292, што је 1 (0,3%) становника више него 2000. године.
| Група             | 2000.       | 2010.       |
| Белци             | 19 (6,5%)   | 26 (8,9%)   |
| Афроамериканци    | 267 (91,8%) | 266 (91,1%) |
| Азијати           | 0 (0,0%)    | 0 (0,0%)    |
| Хиспаноамериканци | 0 (0,0%)    | 0 (0,0%)    |
| Укупно            | 291         | 292         |